# Sen o przyszłości (Lied)
Sen o przyszłości [ˈsɛn ˈɔ pʐɨʂˈwɔɕt̠͡ɕi] (polnisch für Traum von der Zukunft) ist ein Lied der polnischen Popsängerin Sylwia Grzeszczak. Der Song wurde am 30. September 2011 als zweite Single aus ihrem zweiten Studioalbum Sen o przyszłości veröffentlicht. Geschrieben wurde das gut drei Minuten lange Lied von Marcin Piotrowski & Sylwia Grzeszczak.

## Text
Das Lied handelt von einem romantischen Traum über die Zukunft. In der ersten Strophe heißt es, ich lese in deinen Augen, dass du gehen solltest, ich hatte Angst vor diesem Tag, doch mein Herz ruft, komm zurück!. Weiter behauptet der Text, dass es sich nicht lohne zu lieben. Im Refrain schließlich wird die Befürchtung geäußert, dass dieser Traum von der Zukunft schlecht endet und die Erde stirbt, weil es uns an Liebe fehlt.

„Budzisz mnie pocałunkiem

Kończy się zły

I kończy się zły

Sen o przyszłości…

Oczy otwieram smutne

Umiera świat

Bo umiera świat

Na brak miłości…“

Während eines Interviews mit Interia.pl sagte Grzeszczak folgendes über das Lied:

„Tekst opowiada o relacjach międzyludzkich, które często w dzisiejszych czasach są powierzchowne, oparte na kontaktach telefonicznych, internetowych, rozmowach o niczym... składających się z gigabajtów bzdur. Piosenka namawia do walki o swoje uczucia, związki; do tego, by nie zaniedbywać relacji międzyludzkich i walczyć o to, co mamy - po to, żeby w przyszłości nie obudzić się, kiedy będzie już za późno na ratowanie tego, co mieliśmy.“

„Der Text erzählt über die menschlichen Beziehungen, welche in der heutigen Zeit oft oberflächlich sind, die hauptsächlich auf Telefon- und Internetkontakten, sowie den Gesprächen um nichts basieren… sie bestehen aus einer großen Menge Unsinn. Das Lied fordert einen auf um seine Gefühle und Kontakte zu kämpfen; zudem sollte man seine Beziehungen nicht vernachlässigen und darum kämpfen was wir haben, damit man in der Zukunft nicht aufwacht, wenn es zu spät ist das zu retten was wir hatten.“

## Musikvideo
Das Musikvideo zu „Sen o przyszłości“ wurde im August 2011 in Norwegen produziert. Am 14. September 2011 veröffentlichte EMI Music Poland einen Teaser zum Musikvideo, der eine Länge von 33 Sekunden hat. Die Uraufführung des Musikvideos fand am 20. September 2011 bei VIVA Polska statt. Das Musikvideo zu „Sen o przyszłości“ wurde auf Youtube über 3 Millionen Mal angeklickt.

## Live
Sylwia Grzeszczak sang „Sen o przyszłości“ zum ersten Mal in Bydgoszcz, live bei „Hity na Czasie“.

## Kommerzieller Erfolg
„Sen o przyszłości“ erreichte auf Anhieb in den polnischen Airplay Charts – Nowości und Największe skoki Position 1.

### Chartplatzierungen
| Jahr | Titel Album       | Höchstplatzierung, Gesamtwochen, AuszeichnungChartsChartplatzierungen (Jahr, Titel, Album, Platzierungen, Wochen, Auszeichnungen, Anmerkungen) | Anmerkungen                              |
| Jahr | Titel Album       | PL | Anmerkungen                              |
| ---- | ----------------- | --- | ---------------------------------------- |
| 2011 | Sen o przyszłości | PL1 (11 Wo.)PL | Erstveröffentlichung: 30. September 2011 |

## Veröffentlichungen
| Land     | Format   | Veröffentlichung   |
| -------- | -------- | ------------------ |
| Polen    | Airplay  | 4. September 2011  |
| Weltweit | Download | 30. September 2011 |